# Понсе, Вальдо
Ва́льдо Ало́нсо По́нсе Карри́со (исп. Waldo Alonso Ponce Carrizo; 4 декабря 1982, Лос-Андес, Вальпаисо) — чилийский футболист, центральный защитник.

## Карьера
Вальдо Понсе начал карьеру в клубе «Универсидад де Чили» в 2001 году. Там футболист провёл 3 сезона, после чего перешёл, на правах аренды, в немецкий «Вольфсбург», за который провёл только 6 игр за 6 месяцев. Клуб имел право первоочередного выкупа контракта футболиста, но отказался. Понсе вернулся в «Универсидад», где вновь занял место в основном составе команды. В 2005 году он вышел с клубом в финал Клаусуры, а затем Апертуры 2006, но в обоих финальных матчах «Универсидад» проиграл.
В 2008 году Понсе перешёл в аргентинский клуб «Велес Сарсфилд», выкупивший 50 % прав на футболиста за 800 тыс. долларов. В первом сезоне в клубе он большую часть времени лечил травмы. После ухода из клуба Эрнана Пельерано Понсе смог завоевать место в стартовом состава «Велеса». Затем игрок, из-за травмы, уступил место в составе Николасу Отаменди. По восстановлении, Понсе был вынужден играть на месте правого защитника, а затем опорного полузащитника.
В феврале 2010 года Понсе перешёл в «Универсидад Католика», на правах аренды на срок в 6 месяцев. В августе 2010 года Понсе был арендован «Расингом» из Сантандера.

## Международная карьера
Понсе начал играть за сборную с 2005 года. В 2006 году он участвовал в её составе в Тихоокеанском кубке. После прихода на пост главного тренера сборной Марсело Бьелсы Понсе стал твёрдым игроком основы национальной команды. В отборочных матчах чемпионата мира Понсе забил гол, поразив ворота Колумбии, что позволило его команде выйти в финальный турнир.

## Статистика
| 2000    | Универсидад де Чили  | Примера    | 1  | 0 | — | — | — | — |
| 2001    | Универсидад де Чили  | Примера    | 5  | 0 | — | — | — | — |
| 2002    | Универсидад де Чили  | Апертура   | 13 | 1 | — | — | — | — |
| 2002    | Универсидад де Чили  | Клаусура   | 13 | 0 | — | — | 1 | 0 |
| 2003    | Универсидад де Чили  | Апертура   | 15 | 0 | — | — | — | — |
| 2003    | Универсидад де Чили  | Клаусура   | 3  | 0 | — | — | — | — |
| 2003/04 | Вольфсбург           | Бундеслига | 5  | 0 | 1 | 0 | — | — |
| 2004    | Универсидад де Чили  | Клаусура   | 14 | 1 | — | — | — | — |
| 2005    | Универсидад де Чили  | Апертура   | 11 | 2 | — | — | 7 | 1 |
| 2005    | Универсидад де Чили  | Клаусура   | 15 | 3 | — | — | 2 | 0 |
| 2006    | Универсидад де Чили  | Апертура   | 22 | 1 | — | — | — | — |
| 2006    | Универсидад де Чили  | Клаусура   | 13 | 1 | — | — | — | — |
| 2007    | Универсидад де Чили  | Апертура   | 12 | 0 | — | — | — | — |
| 2007    | Универсидад де Чили  | Клаусура   | 12 | 0 | — | — | — | — |
| 2008    | Велес Сарсфилд       | Клаусура   | 4  | 1 | — | — | — | — |
| 2008    | Велес Сарсфилд       | Апертура   | 8  | 1 | — | — | — | — |
| 2009    | Велес Сарсфилд       | Клаусура   | 5  | 0 | — | — | — | — |
| 2009    | Велес Сарсфилд       | Апертура   | 8  | 2 | — | — | 4 | 0 |
| 2010    | Универсидад Католика | Апертура   | 7  | 0 | — | — | 4 | 0 |

## Достижения
- Чемпион Аргентины: 2009 (Клаусура)